# Propriété organoleptique
 (février 2010).
Si vous disposez d'ouvrages ou d'articles de référence ou si vous connaissez des sites web de qualité traitant du thème abordé ici, merci de compléter l'article en donnant les références utiles à sa vérifiabilité et en les liant à la section « Notes et références ».
On appelle propriété organoleptique d'un aliment un stimulus des sens de la flaveur, et plus particulièrement du goût et de l'odorat.

## Principales classes de stimuli

### Stimuli chimiques
Il s'agit de substances capables d'activer les récepteurs olfactifs et gustatifs. Par exemple, la concentration en solutés ionisés tend à déclencher un goût salé (Na+, glutamate, etc).
Concrètement la substance chimique se lie à des récepteurs cellulaires, ce qui déclenche un potentiel d'action à destination des nerfs impliqués.

### Stimuli mécaniques
Il s'agit de stimuli mécaniques qui peuvent à influencer la perception gustative. Il y a, par exemple, un plaisir mécanique à manger légèrement croustillant.
Concrètement des pressions et frottements sollicitent les mécanorécepteurs, ce qui déclenche un potentiel d'action au niveau des nerfs impliqués[évasif].

## Perception et sensation
La sensation du goût est complexe, puisqu'elle recouvre plusieurs perceptions, odeurs et toucher compris (voire la vue). De même, la libération des substances olfactivement et gustativement actives est conditionnée par plusieurs aspects physiques comme la solubilité ou la diffusion (liquide comme gazeuse). S'ajoutent des perceptions purement physiques comme la température, la pression ou encore la texture en bouche (par exemple gluant versus filandreux),.

## Intérêt économique
Il s'agit du caractère d'un critère d'un produit pouvant être apprécié par les sens humains (toucher, goût, ouïe, odorat). L'appréciation professionnelle d'un produit est appelée analyse sensorielle (médecine, ingénierie, recherche en parfumerie…).